# Arthrolycosa

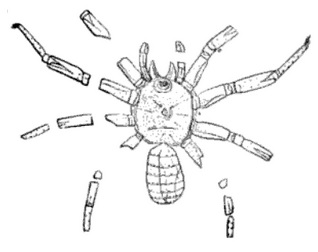
Arthrolycosa antiqua, ilustracja aut. Charlesa Emersona Beechera

Arthrolycosa – wymarły rodzaj pająków z podrzędu Mesothelae i rodziny Arthrolycosidae. W zapisie kopalnym znany z karbonu i permu.

## Morfologia
Pająki te odznaczały się karapaksem o szerokości nie odbiegającej zbytnio od długości – stosunek długości do szerokości wynosił poniżej 1,3. W tyle karapaksu, za jamką, znajdowała się wyraźnie rozwinięta,  prosta lub zakrzywiona listwa odgraniczająca powierzchnię grzbietową od opadającej ku tylnej krawędzi powierzchni tylnej. Sternum było wąskie i wydłużone. Kolejność par odnóży od najdłuższej do najkrótszej to: IV, I, III, II lub IV, I, II, III. Podobnie jak u pokrewnego Protolycosa opistosoma miała tergity o niezaokrąglonych krawędziach bocznych zajmujące całą jej szerokość.

## Taksonomia
Rodzaj i gatunek typowy opisane zostały w 1874 roku przez Oscara Hargera na łamach „American Journal of Science”. Zalicza się do niego dwa opisane gatunki oraz kilka skamieniałości nieprzypisanych do gatunku:
- Arthrolycosa antiqua Harger, 1874 – znany z dwóch skamieniałości odnalezionych w ogniwie Francis Creek Shale w formacji Carbondale na terenie Mazon Creek w amerykańskim stanie Illinois. Datowane są one na moskow w karbonie. Karapaks miał zakrzywioną krawędź przednią, delikatnie zakrzywione krawędzi boczne, umieszczone na wzgórku oczy, jamkę w postaci dwóch głębokich i półkolistych wklęśnięć, tuż za jamką delikatnie zakrzywioną listewkę poprzeczną oraz poprzedzoną poprzeczną bruzdą krawędź tylną. Odnóża były przysadziste, zbliżone rozmiarami. Prawie owalną opistosomę nakrywało przynajmniej osiem tergitów, każdy z szeregiem guzków wzdłuż tylnej krawędzi. Na spodzie opistosomy, w pobliżu jej tylnej krawędzi leżał wzgórek analny. U holotypu ciało miało 21,7 mm długości przy karapaksie długości 9,8 mm i szerokości 7,7 mm, a opistosomie długości 12,9 mm i szerokości nie mniejszej niż 6,5 mm[1].
- Arthrolycosa wolterbeeki Dunlop, 2023 – znany z pojedynczej, datowanej na moskow (westfal), skamieniałości odnalezionej w formacji Osnabrück na terenie kamieniołomu Piesberg koło Wallenhorst w niemieckiej Dolnej Saksonii. Nazwany na cześć Tima Wolterbeeka, odkrywcy holotypu. Karapaks miał 4,8 mm szerokości i ponad 7,7 mm długości, obrzeżone krawędzie, wyraźną jamkę i prostą lub lekko wygiętą krawędź tylną. Nogogłaszczki były wydłużone, długości 9 mm, co najmniej połowy długości pierwszego odnóża, zwieńczone pojedynczym pazurkiem. Odnóża były tęgie, zwieńczone dwoma pazurkami. Opistosoma była okrągława, długości i szerokości około 5,2 mm, z wierzchu nakryta co najmniej ośmioma tergitami, z których pięć ostatnich miało wzdłuż tylnej krawędzi szereg lepiej wyrażonych niż u A. antiqua guzków. Na jej spodzie występowało co najmniej sześć sternitów o prostych krawędziach[2].
- Arthrolycosa sp. A – znany z pojedynczej, datowanej na późny karbon skamieniałości odnalezionej w formacji Kata na terenie Czunji w Basenie Tunguskim na rosyjskiej Syberii. W zarysie prawie owalny z lekko wystającą częścią głowową karapaks miał 6 mm długości i 5,6 mm szerokości. Oczy pary przednio-środkowej były małe, a oczy pary tylno-środkowej nieodległe od oczu tylno-bocznych. Cztery pary bruzd rozchodziły się promieniście od jamki, mającej postać eliptycznego wcisku z pośrodkową listewką. Krawędzie boczne karapaksu były równomiernie zakrzywione. Łącznik nakryty był prawie trapezowatym tergitem z przednio-bocznymi wyrostkami[4].
- Arthrolycosa sp. B – znany z pojedynczej, datowanej na wczesny pensylwan skamieniałości odnalezionej w formacji Kamieńsk Szachtyński w rosyjskim obwodzie rostowskim. W zarysie owalny z wyraźnie wystającą częścią głowową karapaks miał 6,8 mm długości i 6,1 mm szerokości. Oczy pary przednio-środkowej były małe, a oczy pary tylno-środkowej i tylno-bocznej zbliżone rozmiarami i niemal owalne. Cztery pary bruzd rozchodziły się promieniście od jamki, mającej postać poprzecznego wcisku z odgiętą tylną krawędzią. Krawędzie boczne karapaksu były równomiernie zaokrąglone i wąsko obrzeżone, a kąty tylno-boczne wydatne[4].
- nieoznaczony gatunek z ogniwa Farrington formacji Grovesend na terenie Writhlington w angielskim hrabstwie Somerset, znany z dwóch skamieniałości, LL 11001 i LL 11002, zdeponowanych w Manchester Museum(inne języki). Datowany jest na moskow (westfal) w karbonie. Prawie owalny karapaks miał 6,8 mm długości i 4,5 mm szerokości. Część głowowa była sklepiona na przedzie i lekko opadała ku wydatnej jamce złożonej z pary podłużnych wklęśnięć. Z jamki rozchodziły się promieniście cztery pary bruzd. Boczne krawędzie części głowowej były równoległe. Oczy leżały przy przedniej krawędzi karapaksu w dwupłatowej z tyłu grupie w dwóch szeregach, w których oczy boczne znajdowały się dalej z tyłu niż środkowe[1].
- nieoznaczony gatunek z formacji Biełebiejewo znaleziony na lewym brzegu Kitjaku w miejscowości Bolszoj Kitjak na terenie obwodu kirowskiego w Rosji, znany z pojedynczej skamieniałości datowanej na późny kazań w permie. Okrągławy w zarysie karapaks miał 6,7 mm długości i 6,6 mm szerokości. Ośmioro oczu umieszczonych było na wzgórku. Z wykształconej w formie dwóch nerkowatych dołków jamki rozchodziły się promieniście bruzdy[5].

Do rodzaju tego wcześniej zaliczano również Arthrolycosa danielsi, którego jednak Paul Selden przeniósł w 2021 roku do rodzaju Protolycosa.